# Ettre László
Ettre László (eredeti neve: Frühwald; 1945-ig) (Leslie Stephen Ettre) (Szombathely, 1922. szeptember 16. – Middletown, 2010. június 1.) magyar vegyészmérnök. A Nemzetközi Kromatográfiai Társ. választóbizottsági tagja volt. A Magyar Kémikusok Lapja, az LC/GC Magazine szerkesztőbizottsági tagja volt.

## Életpályája
Szülei: Ettre István orvos (1893-?) és Dunay Mária Terézia voltak. Általános és középiskolai tanulmányait Szentgotthárdon végezte el. 1924–1949 között Szentgotthárdon élt családja. A József Nádor Műszaki és Gazdaságtudományi Egyetem hallgatója volt; 1945-ben vegyészmérnöki diplomát kapott. 1946–1948 között a Richter Gedeon Vegyészeti Gyár Rt.-nél üzemmérnök volt. 1948–1953 között a veszprémi Nehézvegyipari Kutatóintézet műszaki irodavezetőjeként dolgozott. 1953–1956 között a Műanyagipari Kutatóintézet ipari osztályvezetője volt. 1956–1958 között a franfurti Lurgi Warmetechnik vegyésze volt. 1958–1968 között az USA-ban a connecticuti Norwalk-ban a Perkin-Elmer Corpn. üzemmérnöke, majd alkalmazás-technikai osztályvezetője, 1972–1990 között tudományos főmunkatársa és tanácsadója volt. 1963–1994 között a Journal of Chromatographic Science, a Journal of Liquid Chromatography szerkesztőbizottsági tagja volt. 1968–1972 között az Encyclopedia of Industrial Chemical Analysis főszerkesztőjeként is tevékenykedett. 1970–1994 között a Chromatographia szerkesztőbizottsági tagja volt. 1988–1995 között a Yale Egyetem vegyészmérnöki tanszékén professzor, 1995-től tudományos munkatárs volt. 1991-ben nyugdíjba vonult. 1992-től a Magyar Kémikusok Egyesületének tiszteletbeli tagja volt. 1994-től a linzi Kepler Egyetem vendégprofesszora volt.
Kutatási területe a kromatográfia, a kapilláris oszlopok elmélete és gyakorlata.

## Művei
- Open-Tubular Columns in Gas Chromatography (1965)
- 75 Years of Chromatography (társszerző, 1979)
- Practical Liquid Chromatography: An Introduction (társszerző, 1980)
- Basic Relationships of Gas Chromatography (1993)
- Static Headspace Gas Chromatography - Theory and Practice (1997)
- Milestones in the Evolution of Chromatography (2002)

## Díjai
- M. S. Tswett-érem (1978)
- L. S. Palmer-díj (1980)
- A. J. P. Martin-érem (1982)
- az Amerikai Kémiai Társ. kromatográfiai nagydíja (1985)
- M. J. E. Golay-díj (1992)
- K. P. Dimick-díj (1998)
- Heureka-díj (2001)